# El Nevero
El Nevero è una delle montagne spagnole più alte e importanti della sierra de Guadarrama (sistema Centrale), con un'altezza di 2209 metri s.l.m.

## Descrizione

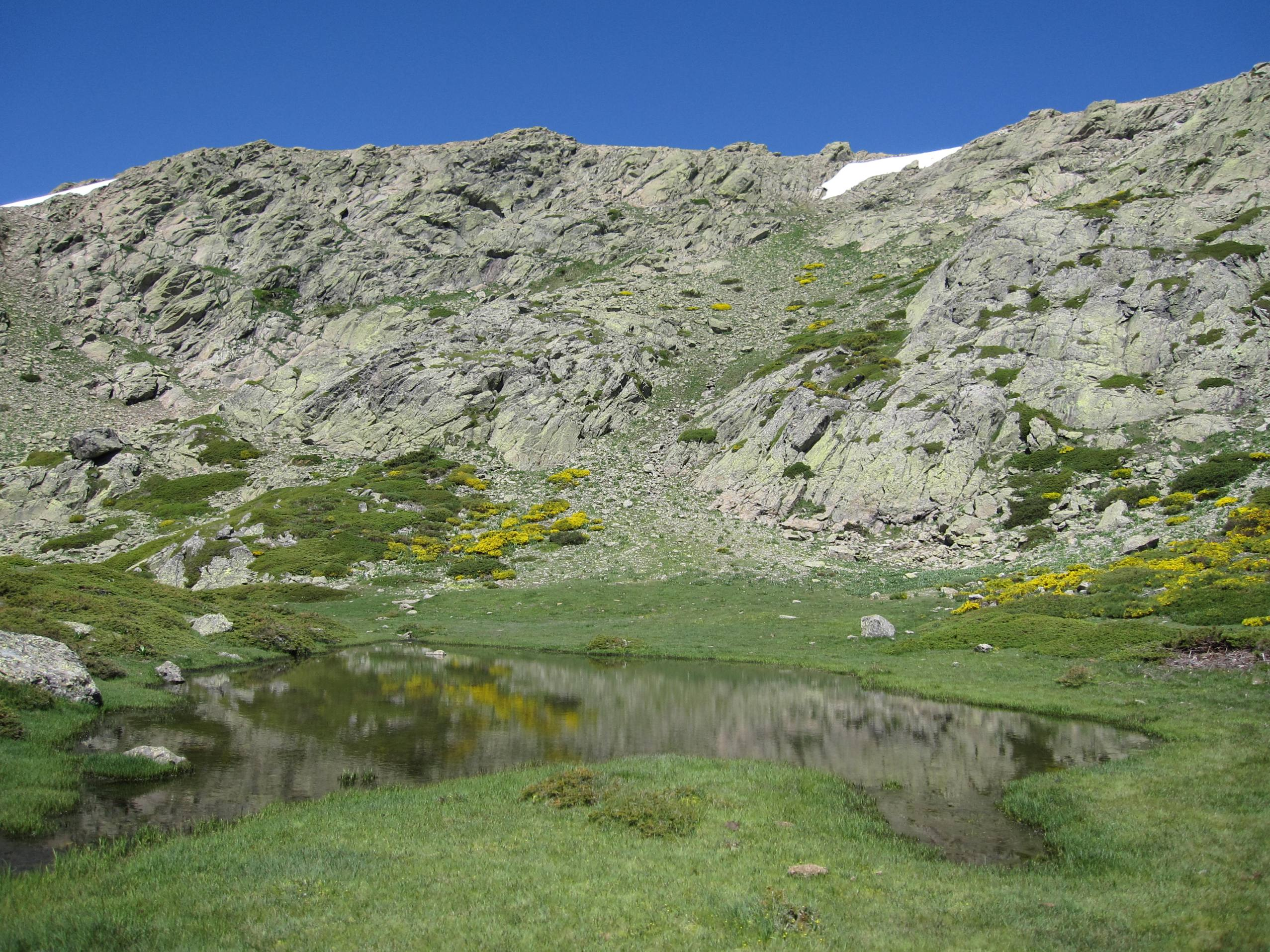
Cima del Nevero e il hoyo de Pinilla, con uno dei suoi laghi glaciali

Si trova al confine della Comunità autonoma di Madrid con  la Provincia di Segovia. Il suo versante sud si trova entro il territorio municipale di Pinilla del Valle e il versante nord in quello di Torre Val de San Pedro. El Nevero si eleva a est del passo di Navafría e nella zona settentrionale della valle del Lozoya. È una delle montagne più settentrionali della Sierra de Guadarrama e una delle più alte dei Monti Carpetani. Il nome deriva da un caratteristico e visibile nevaio a forma di Z, situato sulla sommità del versante sud.
La sua sommità costituisce uno dei migliori punti di osservazione della catena montuosa, dalla quale si vede gran parte della pianura di Segovia, la valle del Lozoya e il massiccio della Peñalara. Sui suoi pendii vi sono prati alpini, pietraie e fratte basse di montagna. Si possono incontrare anche boschi di pini silvestre e di roveri. 
Essa si trova all'interno del Parco nazionale della Sierra de Guadarrama. I dintorni del Nevero sono di particolare bellezza. A parte i boschi di Navafría (tra i meglio conservati di Madrid e Segovia), nella zona alta del versante sud si trova il poco noto circo glaciale di "Los Hoyos de Pinilla", le sue lagune glaciali e altri circhi di minor grandezza.
Si può giungere alla sommità del Nevero tramite una strada che sale dal passo di Navafría (1773 m s.l.m.) verso est verso la cresta della catena montuosa (il confine delle due comunità autonome) fino a raggiungere la sommità, oppure partendo dal parcheggio delle Lagunillas, attraverso un sentiero che sale in direzione est alle Lagunillas (2085 m) del circo glaciale de "Los Hoyos de Pinilla", una successione di tre lagune, di cui due grandi e una piccola che le collega, ai piedi del picco del Nevero, e di lì in forte pendenza, ma di pochi metri, fino alla cima.

## Panorama

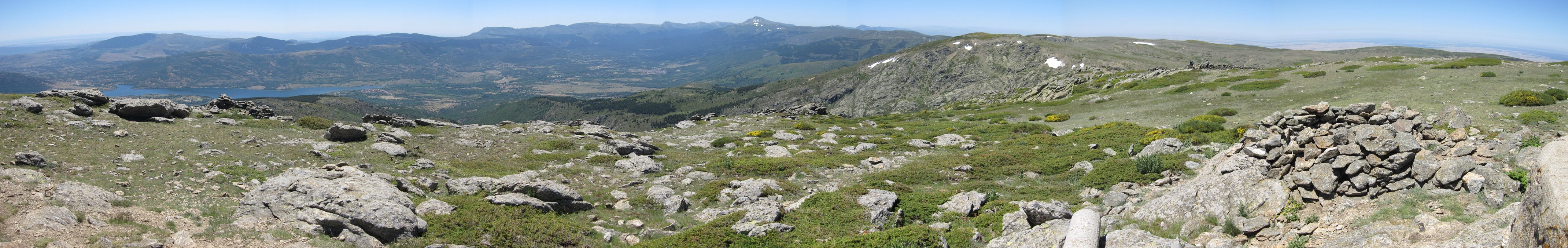
Vista panoramica della valle del Lozoya dalla cima del Nevero.